# 中国内地娱乐圈
中国内地娱乐圈，简稱內地娛樂圈、「内娱」，涵蓋中国內地的歌、影、視、網絡等领域。根据中国国家统计局於2019年发布的數據顯示，文化娱樂產業的营业收入為86,624亿元人民幣，占当年第三产业的16.21%。据2018年统计，娱乐明星粉丝人数达到7,498万。当中20到29岁的青年人占比达到71.2%，女性占比为61.1%。

## 歷史

### 1978年前
文革時知青們上山下乡，日常生活泛政治化，娛樂圈在當時稱為“文艺界”或“文艺战线”，因此演员或歌手又自稱「文艺战士」或「文艺一兵」，并没有“偶像”或“明星”的說法。和2010年代比起來，知青年代的文艺战士有「愈窮愈光榮」的说法。

### 1978-2000年代
1978年知青大返城以及恢復高考，直至2007年，娱乐圈的從業人員多数來自「学院派」，也就是中华人民共和国高等教育的表演系（尤其北电、上戏、中戏、广院、军艺）。這批畢業生质量高，而且背景平凡，例如1990年中戏的新疆班招收了普通文艺青年陈建斌、王学兵，以及沒有文艺背景，理科出身的李亚鹏，1999年中戏招收了下岗职工家庭出身的李光洁。
2007年後，娛樂行業「造星」功能颠覆了学院派的培養人才功能，很多学生在入校前已经擁有了全國知名度，如周冬雨、张一山、杨紫，或省級知名度，如秦俊杰、蒋劲夫、古力娜扎；在艺考排名前列的不知名尖子生，則時常需要到《演员的诞生》等演技競演類節目中被發掘。

### 2010年代
2010年起，中国大陸影視行業蓬勃發展。偶像劇，古裝劇，以及耽美、耽改劇捧紅大批「流量藝人」。
2017年起興起的大型选秀网络综艺，形成了一个平行于艺术高校的人才训练培养体系，吸收了大批2000年代出生的「偶像派」艺人。

### 2020年代
2021年9月2日，中共中央宣传部印发《关于开展文娱领域综合治理工作的通知》。《通知》指出，内娱的“阴阳合同”、逃稅、“天价片酬”等问题有反复，流量至上、畸形审美、“饭圈”乱象、“耽改”之风等新情况出现，一些从业人员的政治、法律、道德意识不强，违法失德言行时有发生；因此，《通知》要求加强对演艺市场的管理，压实社交媒体平台责任，严格内容监管，加强引导、宣传和教育，完善制度建设和党组织领导。对演艺市场的管理，《通知》提出要强调业内企业的社会责任，合理配置成本比例，遏制不当牟利，严厉查处逃税行为；对社交媒体，《通知》要求打击流量造假行为，严厉处理牟取不当利益的营销号，严厉处理“互撕”信息，改善热搜、推荐榜单的管理；对内容监管方面，《通知》提出要严管综艺节目，禁止未成年人参加选秀节目，加强游戏内容审核，推进防沉迷系统，完善实名验证；《通知》提出要引导青少年树立正确的价值观，禁止义务教育阶段的未成年人参加线下应援活动，加强对青少年的普法教育；《通知》还要求加强对从业人员的教育、培训和引导；就制度建设与组织领导的问题，《通知》要求加大对违法失德艺人的惩处，禁止劣迹艺人复出，规范广告代言，规范艺人经纪制度，强化行业协会的作用，要求各级党组织严格落实主管和属地责任，将相关工作纳入意识形态工作责任制、列入重要议事日程，加强跨部门、领域的协同合作；《通知》还提出要研究制定演员经纪机构、网络表演经纪机构、粉丝社群管理、经纪公司管理、直播管理、演艺明星金融产品和游戏产品代言管理的制度。